# Bruce Braley
Bruce Lowell Braley, né le 30 octobre 1957 à Grinnell (Iowa), est un homme politique américain. Membre du Parti démocrate, il représente le 1er district de l'Iowa à la Chambre des représentants des États-Unis de 2007 à 2015.

## Biographie

### Avant la politique
Né à Grinnell dans l'Iowa, Bruce Braley grandit dans la ville voisine de Brooklyn où ses parents Marcia et Byard possèdent une ferme.
Après un baccalauréat universitaire de l'université d'État de l'Iowa en 1980, il obtient son doctorat en droit de l'université de l'Iowa en 1983 et devient avocat.
Durant ses études, en 1976, il rencontre sa femme Carolyn à un concert des Eagles. Ils se marient en 1983 et ont ensemble trois enfants.

### Représentant des États-Unis
Lors des élections de 2006, il se présente à la Chambre des représentants des États-Unis dans le 1er district de l'Iowa. Il est élu avec 55 % des voix face au républicain Mike Whalen (43,3 %). Il succède ainsi au républicain Jim Nussle, élu depuis huit mandats.
Largement réélu en 2008 avec 64,6 % des suffrages, il n'est réélu que de justesse lors de la vague républicaine de 2010 qui le voit devancer Ben Lange (49,5 % contre 47,5 %),. En 2012, il est reconduit avec 56,9 % des voix face à Lange.

### Candidat au Sénat
Braley est candidat à la succession du sénateur démocrate Tom Harkin lors des élections sénatoriales de 2014. Fin 2013, il est considéré comme le favori de l'élection : il est le seul candidat lors de la primaire démocrate (face à des républicains divisés) et Barack Obama a remporté l'État à deux reprises avec plus de 6 points d'avance.
Il réalise cependant une mauvaise campagne, notamment lorsqu'il estime que l'autre sénateur de l'État — le populaire Chuck Grassley — est un « fermier de l'Iowa qui n'a jamais été à la faculté de droit »,. Il se retrouve alors en difficulté face à Joni Ernst, jusqu'alors peu connue. Il est alors considéré par certains journalistes politiques comme le pire candidat des élections de 2014. Dans un contexte national favorable au Parti républicain, Braley est battu par Ernst, qui le devance de plus de 8 points (43,8 % des voix contre 52,1 %),.

## Historique électoral

### Chambre des représentants
| Année | Bruce Braley | Républicain | Libertarien | Indépendant(s) |
| ----- | ------------ | ----------- | ----------- | -------------- |
| Année |              |             |             |                |
| 2006  | 55,0 %       | 43,3 %      | 0,6 %       | 1,1 %          |
| 2008  | 64,6 %       | 35,4 %      |             |                |
| 2010  | 49,5%        | 47,5 %      | 1,9 %       | 1,0 %          |
| 2012  | 56,9 %       | 41,6 %      | 1,5 %       |                |

### Sénat
| Candidat        | Parti | Parti       | Résultat | Résultat |
| --------------- | ----- | ----------- | -------- | -------- |
| Bruce Braley    |       | Démocrate   | 494 370  | 43,8 %   |
| Joni Ernst      |       | Républicain | 588 575  | 52,1 %   |
| Rick Stewart    |       | Indépendant | 26 815   | 2,4 %    |
| Douglas Butzier |       | Libertarien | 8 232    | 0,7 %    |
| Bob Quast       |       | Indépendant | 5 873    | 0,5 %    |
| Ruth Smith      |       | Write-in    | 4 724    | 0,4 %    |